# Phyllosticta aceris
Phyllosticta aceris är en svampart som beskrevs av Sacc. 1878. Phyllosticta aceris ingår i släktet Phyllosticta och familjen Botryosphaeriaceae.   Inga underarter finns listade i Catalogue of Life.